# Ilya Shikshine
 (septembre 2021).
Si vous disposez d'ouvrages ou d'articles de référence ou si vous connaissez des sites web de qualité traitant du thème abordé ici, merci de compléter l'article en donnant les références utiles à sa vérifiabilité et en les liant à la section « Notes et références ».
Ilya Shikshine, né le 7 mai 1990 à Kazan est un joueur de go russe, plusieurs fois champion d'Europe.

## Biographie
Ilya Shikshine naît le 7 mai 1990 en à Kazan, en Russie. Il commence à jouer au go à 5 ans et devient joueur professionnel de go en 2015. En 2021, il est promu 4p.

## Titres
Ilya Shikshin remporte 8 titres de champion d’Europe : 2007, 2010, 2011, 2016, 2017, 2019, 2020, 2021.
Il a aussi remporté deux European Pro Championship (2017 et 2020) ainsi que deux European Grand Slam (2015 et 2018).